# Charles-Marcellin Jard-Panvillier
Charles-Marcellin Jard-Panvillier est un homme politique français né le 30 mars 1789 à Niort et décédé le 1er avril 1852 à Paris.
Fils de Louis-Alexandre Jard-Panvillier, il est reçu avocat après des études de droit. Auditeur au Conseil d’État en 1810, il organise dans plusieurs départements la mise en place de l'administration des droits réunis. Il est sous-préfet de Melle en 1814, sous la Première Restauration. Il est nommé conseiller référendaire à la Cour des Comptes en 1817, puis conseiller maitre en 1833. Capitaine de la garde nationale de Paris en 1830, il est nommé pair de France le 23 septembre 1845.

## Source
- « Charles-Marcellin Jard-Panvillier », dans Adolphe Robert et Gaston Cougny, Dictionnaire des parlementaires français, Edgar Bourloton, 1889-1891 [détail de l’édition]